# Daniel Delaroche
Daniel de La Roche (oder auch Delaroche) (* 17. oder 27. November 1743 in Genf; † 20. Dezember 1812 in Paris) war ein gebürtiger Genfer Arzt und Botaniker. Sein botanisches Autorenkürzel lautet „D.Delaroche“.

## Leben
Er war der Sohn von Michel de La Roche (1700–1782), einem Tuchhändler und Bürger aus Genf und Anne Monthion (1702–1773). Sein Bruder Alphonse de La Roche (1736–1807) war ebenfalls Tuchhändler. Daniel de La Roche heiratete Marie Castanet im Jahre 1774 und hatte mit ihr drei Kinder: Michel de La Roche (1775–1852), Alphonsine-Jeanne-Pernette Delaroche (1778–1852) und François Étienne de La Roche (1781 bis 1813).
D. de La Roche begann sein Medizinstudium zunächst in Genf, setzte es dann in Leiden und schließlich in Edinburgh, University of Edinburgh Medical School fort, wo er 1771 auch in der Medizin promoviert wurde. Ab 1775 war er Mitglied im Rat der Zweihundert zu Genf und praktizierte dort auch als Arzt. Mit Louis Jean Odier (1748–1817) und Charles-Guillaume Dunant (1749–1808) verfasste er eine Genfer Pharmakopöe, Pharmacopoea Genevensis ad usum nosocomiorum sie wurde 1780 veröffentlicht.
1782 weigerte er sich, den Eid auf die neuen Gesetze abzulegen und zog nach Paris. Zum Hintergrund: Im Jahr 1781 errang das Bürgertum die politische Vormachtstellung und es konnte eine repräsentativ-demokratischen Verfassung verankert werden. In dem folgenden Jahre 1782 kam es mit Hilfe bernisch-savoyischer Truppen zur Restauration alter privilegierter Oligarchien und viele Familien des Bürgertums gingen in die Emigration. Auch D. de La Roche verließ Genf in Richtung Paris und betreute medizinisch die Schweizergarde des Herzogs von Orléans. Er wohnte in der Rue du Coq Héron und ab 1791 im Hôtel Delessert.
Nach dem Massaker an der Schweizer Garde am 10. August 1792 emigrierte er mit seiner Frau, seinen beiden Söhnen, die sich im Alter von 17 und 10 Jahren befanden, und seiner Tochter mit 13 Jahren nach England. Zum Hintergrund: Ihre Loyalität zu Ludwig XVI. (1754–1793) den Bourbonen bezahlte der Großteil der Schweizergarde beim Tuileriensturm im August 1792 und dem Septembermassaker mit ihrem Leben. Die ganze Familie de La Roche begab sich in der Folge, ab dem 10. Oktober 1792, für kurze Zeit nach Kensington in die Grafschaft Middlesex, County of Middlesex. Zwischen 1793 und 1797 praktiziert er als Arzt in Lausanne um dann letztlich nach Paris zurückzukehren, zunächst als Arzt im Hospital Dubois in Paris, Hôpitaux de Paris à la maison Dubois.
Anschließend begann er im Necker-Krankenhaus, Hôpital Necker, zu praktizieren und wurde bekannt für seine Arbeiten über Nervenkrankheiten und dem Kindbettfieber. Er nahm aktiv an der Pockenbekämpfung durch die Pockenimpfung teil. Der zukünftige Schwiegersohn André Marie Constant Duméril (1774–1860) wurde Mitglied der Société Philomathique de Paris. Im Jahre 1806 heiratete André Marie Constant Duméril die junge, 21-jährige Witwe Alphonsine-Jeanne-Pernette Delaroche, seine Tochter.
Daniel Delaroche seinerseits wurde zum Chefarzt an der Klinik Saint-Martin, Hôpital Saint-Martin ernannt. Er wechselte dann nochmals in das Hospital de Faubourg Saint-Laurent, Hôpital du faubourg Saint-Laurent dit Maison de Santé.

## Nach Delaroche benannte Taxa
Nach ihm und seinem Sohn François wurde die Pflanzengattung Rochea DC. aus der Familie der Dickblattgewächse benannt.

## Werke
- D. Delaroche: Bibliothèque germanique médico-chirurgicale. 8 Bände. 1798–1802.
- D. Delaroche: Pharmacopoea Genevensis ad usum nosocomiorum. 1780.
- M. de La Roche, Christian Gottlieb Selle: Untersuchungen über die Natur und Behandlung des Kindbetterinnenfiebers oder der Entzündung der Eingeweide bey Wöchnerinnen. (original: Recherches sur la nature et le traitement de la fièvre puerpérale.) Johann Friedrich Unger, Berlin 1785.
- Daniel de La Roche, Philippe Petit-Radel: Chirurgie. chez Panckoucke, Paris 1790–1792.
- D. de LaRoche, L. J. Odier, C. G.  Dunant: Pharmacopoea Genevensis ad usum nosocomiorum. Bonnant, Genf 1780.